# N 1 (sous-marin)
Le N 1 est un sous-marin, navire de tête de la classe N, en service dans la Regia Marina lancé en 1917 et ayant servi à la fin de la Première Guerre mondiale.

## Caractéristiques
La classe N déplaçait 277 tonnes en surface et 363 tonnes en immersion. Les sous-marins mesuraient 45,9 mètres de long, avaient une largeur de 4,28 mètres et un tirant d'eau de 3,17 mètres. Ils avaient une profondeur de plongée opérationnelle de 40 mètres. Leur équipage comptait 2 officiers et 21 sous-officiers et marins.
Pour la navigation de surface, les sous-marins étaient propulsés par deux moteurs diesel Sulzer de 325 chevaux-vapeur (cv) (239 kW) chacun pour les N 1 à N 4 et Tosi de 350 cv  (257 kW) pour les N 5 et  N6 entraînant deux arbres d'hélices. En immersion, chaque hélice était entraînée par un moteur électrique Ansaldo de 200 chevaux-vapeur (147 kW). Ils pouvaient atteindre 12,5 nœuds (23,1 km/h) pour les N 1 à N 4 et 13,5 nœuds (25 km/h) pour les N 5 et N6 en surface et 8,2 nœuds (15,1 km/h) sous l'eau. En surface, la classe N avait une autonomie de 1 300 milles nautiques (2 400 km) à 8 nœuds (14,8 km/h) pour les N 1 à N 4 et 1 485 milles nautiques (2 750 km) à 8,5 nœuds (15,7 km/h) pour les N 5 et N6; en immersion, elle avait une autonomie de 45 milles nautiques (83 km) à 2 nœuds (3,7 km/h) pour les N 1 à N 4 et 50 milles nautiques (92 km) à 2 nœuds (3,7 km/h) pour les N 5 et N 6.
Les sous-marins étaient armés de deux tubes lance-torpilles à l'avant de 45 centimètres, pour lesquels ils transportaient un total de 4 torpilles. Sur le pont arrière se trouvait un canon de 76/30 mm Model 1916 pour les attaques en surface.

## Construction et mise en service
Le N 1 est construit par le chantier naval d'Ansaldo de Sestri Ponente à Gênes en Italie, et mis sur cale le 1er mars 1916. Il est lancé le 6 septembre 1917 et est achevé et mis en service le 20 juillet 1918. Il est commissionné le même jour dans la Regia Marina.

## Historique
Après les essais à La Spezia, il a été envoyé à la base de Brindisi.
Alors qu'il est basé à Brindisi, sous le commandement du lieutenant de vaisseau (tenente di vascello) Francesco Cugia, il effectue deux missions offensives au large de Durazzo.
Il est alors basé à Vlora, où il effectue onze missions - toutes effectuées de nuit - d'embuscade défensive au large de Saint-Jean de Medua et de Vlora.
A la fin de la guerre, il est déployé à Tarente. Les 23 et 24 janvier 1921, il fournit, avec son navire-jumeau (sister ship) N 5, l'énergie électrique nécessaire au fonctionnement des pompes électriques qui contribuent au redressement de l'épave du cuirassé Leonardo Da Vinci, explosé en 1916 et récemment récupéré.
En 1921 également, il est transféré à La Spezia; de là, il est employé à l'entraînement, participant aux exercices de 1925 et 1926.
En 1927, il est affecté - sous le commandement du lieutenant de vaisseau Leone Ricardi di Ceva - à l'Académie navale de Livourne (Accademia Navale di Livorno), pour laquelle il travaille à la formation des élèves.
Il est ensuite déclassé et est radié le 1er octobre 1930, puis mis au rebut.